# 有賀佳弘
有賀 佳弘（ありが よしひろ、1957年10月15日 - ）は、東京都調布市出身の元プロ野球選手（捕手）。

## 経歴
早稲田実業高では2年生からレギュラー捕手となる。1974年春季関東大会で決勝に進むが、鹿沼商工に延長11回サヨナラ負け。同年夏の甲子園東東京予選でも準決勝に進出するが、二松學舎大付に敗れる。翌1975年夏は東東京予選決勝まで勝ち進み、大西正裕（日本ハム）のいた日大一高を降し、夏の甲子園に出場。しかし1回戦で中京商（エースは今岡均）に敗退した。
高校卒業後は早稲田大学に進学、東京六大学野球リーグでは1978年秋季リーグで優勝を経験するが、金森栄治の控え捕手にとどまる。4年生から正捕手となり、1979年春季リーグで同期の向田佳元、2年下の三谷志郎（プリンスホテル）とバッテリーを組み、在学中2度目の優勝を飾る。同季は打率.500で首位打者になりベストナインを受賞。同年の日米大学野球選手権大会日本代表に選出される。リーグ通算31試合出場、107打数39安打、打率.364、2本塁打、18打点。向田以外の大学同期に岡田彰布、島貫省一がいた。
大学卒業後は、日産自動車に進む。1980年の都市対抗に東芝に補強され出場するが、1回戦で電電九州の山内孝徳投手を崩せず敗退。1981年の都市対抗も東芝の補強選手として連続出場、2回戦では延長11回にサヨナラ本塁打を放ち日本楽器を降す。準々決勝でも日本通運から決勝本塁打を放つなど、打の中心として活躍。決勝に進出し、電電東京と対戦するが2-3で惜敗、準優勝にとどまった。この時のチームメートにエースの黒紙義弘をはじめ青島健太、菊地恭一らがいる。
1981年、ドラフト4位指名で阪急ブレーブスへ入団。即戦力と期待されるが中沢伸二、片岡新之介、藤田浩雅らの捕手陣に割り込むことはできなかった。1983年には一軍に定着、左翼手として38試合に先発出場を果たす。翌年も外野手、指名打者として起用され、日本シリーズでは第6戦で福本豊が頭部に死球を受けた後代走で登場し打席にも立った。1985年には一軍戦での出場がなくなる。同年11月、金銭トレードで中日ドラゴンズへ移籍。1986年限りで現役を引退した。
後に中日二軍マネージャーに就任。2014年11月1日付でチーム統括本部編成部長を兼務。

## 詳細情報

### 年度別打撃成績
| 年 度     | 球 団     | 試 合 | 打 席 | 打 数 | 得 点 | 安 打 | 二 塁 打 | 三 塁 打 | 本 塁 打 | 塁 打 | 打 点 | 盗 塁 | 盗 塁 死 | 犠 打 | 犠 飛 | 四 球 | 敬 遠 | 死 球 | 三 振 | 併 殺 打 | 打 率 | 出 塁 率 | 長 打 率 | O P S |
| --------- | --------- | ----- | ----- | ----- | ----- | ----- | -------- | -------- | -------- | ----- | ----- | ----- | -------- | ----- | ----- | ----- | ----- | ----- | ----- | -------- | ----- | -------- | -------- | ----- |
| 1982      | 阪急      | 26    | 38    | 34    | 3     | 5     | 1        | 0        | 1        | 9     | 2     | 0     | 0        | 4     | 0     | 0     | 0     | 0     | 9     | 1        | .147  | .147     | .265     | .412  |
| 1983      | 阪急      | 69    | 152   | 130   | 12    | 32    | 4        | 1        | 2        | 44    | 14    | 0     | 1        | 6     | 0     | 14    | 0     | 2     | 25    | 4        | .246  | .329     | .338     | .667  |
| 1984      | 阪急      | 52    | 62    | 50    | 6     | 6     | 0        | 0        | 0        | 6     | 3     | 0     | 1        | 3     | 0     | 8     | 0     | 1     | 15    | 1        | .120  | .254     | .120     | .374  |
| 1986      | 中日      | 20    | 9     | 8     | 1     | 1     | 0        | 0        | 0        | 1     | 0     | 0     | 0        | 0     | 0     | 1     | 0     | 0     | 5     | 0        | .125  | .222     | .125     | .347  |
| 通算：4年 | 通算：4年 | 167   | 261   | 222   | 22    | 44    | 5        | 1        | 3        | 60    | 19    | 0     | 2        | 13    | 0     | 23    | 0     | 3     | 54    | 6        | .198  | .282     | .270     | .553  |

### 年度別守備成績
| 年度 | 試合 | 企図数 | 許盗塁 | 盗塁刺 | 阻止率 |
| ---- | ---- | ------ | ------ | ------ | ------ |
| 1983 | 3    | 0      | 0      | 0      | -      |

### 記録
- 初出場：1982年7月6日、対近鉄バファローズ後期1回戦（阪急西宮球場）、9回表に小林晋哉に代わり左翼手として出場
- 初打席：1982年7月8日、対近鉄バファローズ後期3回戦（阪急西宮球場）、2回裏に鈴木啓示の前に三振
- 初安打・初打点：1982年7月9日、対日本ハムファイターズ後期1回戦（阪急西宮球場）、4回裏に木田勇から適時二塁打
- 初本塁打：1982年7月10日、対日本ハムファイターズ後期2回戦（阪急西宮球場）、8回裏に高橋一三からソロ

### 背番号
- 37 （1982年 - 1985年）
- 13 （1986年）